# Abreißschraube

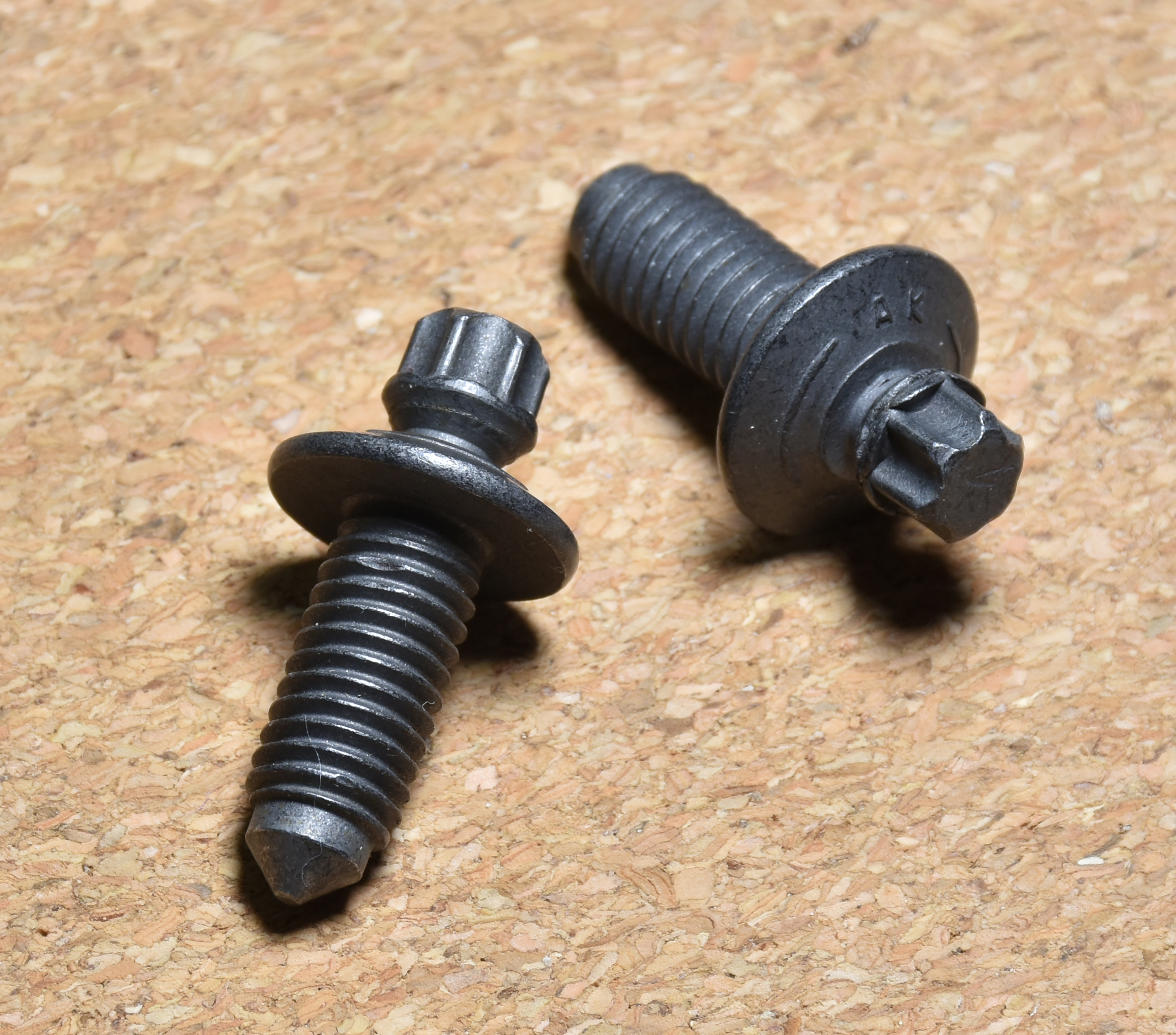
Abreißschrauben für ein Lenkschloss

Eine Abreißschraube ist eine spezielle Schraube mit zwei übereinander liegenden Köpfen. Der obere Kopf mit dem Formelement zur Verbindung mit dem Werkzeug zum Drehen der Schraube bricht beim Anziehen bei Anlegen eines spezifischen Drehmoments ab, sodass die Schraube sich nur noch mit speziellem Werkzeug lösen lässt.
Abreißschrauben werden beispielsweise verwendet, um damit befestigte Teile vor Manipulation oder Diebstahl zu schützen.